# Abbesche Invariante
Die Abbesche Invariante (nach Ernst Abbe; auch Invariante der Brechung, Nullvariante) stellt in der paraxialen Optik den Zusammenhang zwischen objektseitiger und bildseitiger Schnittweite von Lichtstrahlen dar, die an einer Fläche gebrochen werden:
{\displaystyle n\left({\frac {1}{r}}-{\frac {1}{s}}\right)=n'\left({\frac {1}{r}}-{\frac {1}{s'}}\right)}
mit
- n, n' = Brechungsindex vor bzw. nach der brechenden Fläche (jeweils ' für die Bildseite)
- r = Krümmungsradius der brechenden Fläche
- s, s' = objektseitige bzw. bildseitige Schnittweite.

Die Gleichung besagt, dass die lineare Beziehung zwischen Brechungsindex, Kehrwert des Krümmungsradius und Kehrwert der Schnittweite vor und nach der Brechung eine konstante Größe behält. Bei der Abbildung durch mehrere brechende Flächen hintereinander gibt es für jeden Teilbereich, der eine brechende Fläche enthält, eine Abbesche Invariante.
Diese Invariante ist eine Grundlage für die Ableitung von Gesetzmäßigkeiten der optischen Abbildung im achsnahen Gebiet.

## Herleitung

Herleitung der Abbeschen Invariante

In den Dreiecken ACO und ACO' bestehen folgende Beziehungen nach dem Sinussatz:
{\displaystyle {\frac {\sin \epsilon }{\sin(180^{\circ }-\phi )}}={\frac {s-r}{l}}}   und
{\displaystyle {\frac {\sin \epsilon '}{\sin(180^{\circ }-\phi )}}={\frac {s'-r}{l'}}}  .
Die erste durch die zweite Beziehung geteilt:
{\displaystyle {\frac {\sin \epsilon }{\sin \epsilon '}}={\frac {l'(s-r)}{l(s'-r)}}}  .
Mit dem Brechungsgesetz   n sinε = n' sinε' :
{\displaystyle n\left({\frac {s-r}{l}}\right)=n'\left({\frac {s'-r}{l'}}\right)}  .
Im paraxialen Gebiet sind die Winkel σ und σ' so klein, dass für die Strahllängen l und l' die Schnittweiten  s bzw. s' gesetzt werden können. Damit erhält man:
{\displaystyle n\left({\frac {1}{r}}-{\frac {1}{s}}\right)=n'\left({\frac {1}{r}}-{\frac {1}{s'}}\right)}  .